# Segunda delantera histórica del Athletic Club
La segunda delantera histórica del Athletic Club fue una de las dos delanteras más goleadoras de la historia de dicho club. Esta delantera se formó en la década de 1940 y estaba formada por 5 delanteros: Iriondo (extremo derecho), Venancio (interior derecho), Zarra (delantero centro), Panizo (interior izquierdo) y Gaínza (extremo izquierdo). Esta histórica delantera conquistó una Liga española y 5 Campeonatos de Copa.

## Historia
Después de concluir la Guerra Civil, el Athletic se vio obligado a reconstruir prácticamente desde cero su plantilla, la cual se había disuelto años atrás a causa de la guerra. Comenzó a reclutar a jóvenes promesas de todos equipos vascos y así fue como formó la nueva plantilla. En ella sobresalía especialmente su delantera, que al principio estuvo formada por Iriondo, Zarra, Panizo, Gaínza y el veterano Unamuno, que tras retirarse fue sustituido provisionalmente por Escudero (proveniente del S. D. Indautxu). 
Finalmente, el Athletic encontró a su quinto delantero fijo en un hombre de gran corpulencia llamado Venancio, quien llegó al equipo bilbaíno en la temporada 1944/45 proveniente del S. D. Erandio Club. Venancio fue cedido al Baracaldo C. F. durante las temporadas 1946/47 y 1948/49. Durante esos dos años, el Athletic, para completar su delantera, repescó al veterano Iraragorri, el cual ya formó parte de la «primera delantera histórica» de los años 30. Iraragorri se retiró al concluir la temporada 1948/49.
Posteriormente, Venancio retornó al conjunto rojiblanco para la campaña 1949/50, cerrando así definitivamente el quinteto que formó dicha delantera.
En el Mundial de Brasil de 1950 fueron convocados con la selección española 4 de los integrantes de esta delantera: Iriondo, Zarra, Panizo y Gaínza.

## Estadísticas
| #  | Nombre   | Liga  | Liga  | Copa  | Copa  | Total | Total | Total    |
| #  | Nombre   | Part. | Goles | Part. | Goles | Part. | Goles | Promedio |
| -- | -------- | ----- | ----- | ----- | ----- | ----- | ----- | -------- |
| 1º | Zarra    | 278   | 252   | 74    | 81    | 352   | 333   | 0'95     |
| 2º | Panizo   | 326   | 126   | 79    | 37    | 405   | 163   | 0'4      |
| 3º | Gaínza   | 382   | 119   | 99    | 29    | 487   | 149*  | 0'31     |
| 4º | Iriondo  | 258   | 84    | 65    | 31    | 323   | 116   | 0'36     |
| 5º | Venancio | 167   | 68    | 39    | 21    | 206   | 89    | 0'43     |
| #  | Total    | 1411  | 649   | 356   | 199   | 1773  | 848   | 0'49     |

(*) Gaínza marcó un gol en la Copa de Europa de 1957, el cual figura en esta lista.